# Poecilotheria tigrinawesseli
Poecilotheria tigrinawesseli là một loài nhện trong họ Theraphosidae.
Loài này thuộc chi Poecilotheria. Poecilotheria tigrinawesseli được miêu tả năm 2006 bởi Smith.
De spin có ở Ấn Độ. Op de rode lijst van de IUCN staat hij vermeld als onzeker vanwege onvoldoende informatie.